# (782) Montefiore
(782) Montefiore est un astéroïde de la ceinture principale découvert le 18 mars 1914 par l'astronome autrichien Johann Palisa.
Sa désignation provisoire était 1914 UK.
Son nom est un hommage à Clarice Sebag-Monteﬁore, épouse d'Alphonse Mayer Rothschild (1878-1942).